# Umatilla (Florida)
Umatilla is een plaats (city) in de Amerikaanse staat Florida, en valt bestuurlijk gezien onder Lake County.

## Demografie
Bij de volkstelling in 2000 werd het aantal inwoners vastgesteld op 2214.
In 2006 is het aantal inwoners door het United States Census Bureau geschat op 2729, een stijging van 515 (23.3%).

## Geografie
Volgens het United States Census Bureau beslaat de plaats een oppervlakte van
7,9 km², waarvan 6,6 km² land en 1,3 km² water. Umatilla ligt op ongeveer 33 m boven zeeniveau.

## Plaatsen in de nabije omgeving
De onderstaande figuur toont nabijgelegen plaatsen in een straal van 16 km rond Umatilla.